# Baltiska korset

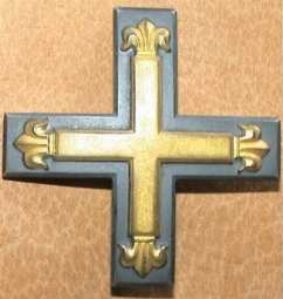
Baltiska korset.

Baltiska korset (tyska Baltenkreuz) var en militär utmärkelse i Weimarrepublikens Tyskland. Baltiska korset tilldelades personer som hade stridit mot den bolsjevikiska armén i Baltikum under minst tre månader perioden 1918–1919. De dekorerade var officerare, underofficerare och meniga från tyska frikårer och frivilligförband.